# 쥐잡이꾼

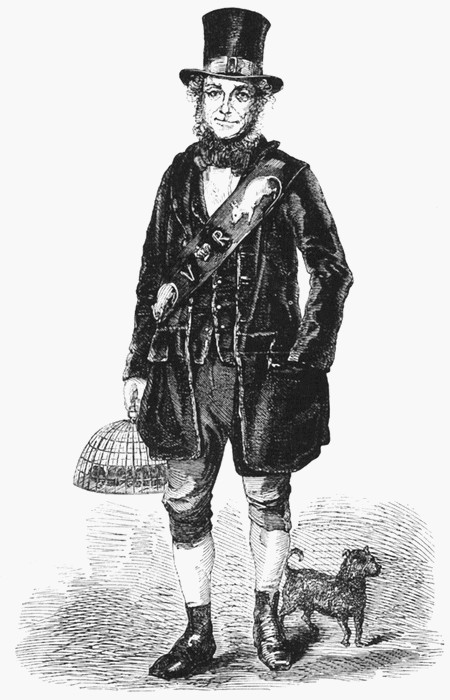

쥐잡이꾼은 해충구제의 고용 형태로서 쥐를 잡거나 죽이는 사람이다. 이러한 일을 하는 행위는 쥐잡이라고 부른다. 쥐의 개체 수를 통제하는 일은 유럽에서 질병, 특히 흑사병의 확산을 예방하기 위해, 또 음식의 손상을 예방하기 위해 시행되었다.